# The Cardinal's Conspiracy
The Cardinal's Conspiracy è un cortometraggio muto del 1909 prodotto e diretto da David W. Griffith. Nel ruolo del cardinale, il regista e attore  James Kirkwood.
Tra gli altri interpreti vediamo - anche in piccole parti - Mack Sennett, Florence Lawrence, Thomas H. Ince, Frank Powell, Mary Pickford e Owen Moore (gli ultimi due si sposeranno nel 1911).

## Trama
La principessa Angela rifiuta di sposare l'uomo che il re, suo padre, ha scelto per lei. Il matrimonio darebbe sollievo al sovrano che si trova in grosse difficoltà finanziarie, ma Angela è irremovibile e non vuole neanche conoscere lo sposo. Il cardinale, conoscendo la natura femminile, convince il principe promesso sposo a partecipare a un suo piano per ottenere il consenso di Angela. Lo fa travestire da guardia e fa aggredire la principessa da tre tagliagole ingaggiati da lui: il giovane dovrà intervenire, salvare Angela e fingere di uccidere i suoi assalitori. Lei, grata, permette al suo salvatore di accompagnarla a palazzo dove però la giovane guardia viene arrestata perché si è permessa di avvicinare la principessa. Più crescono gli impedimenti, più Angela è determinata. Tanto da travestirsi da cameriera per fuggire con lui. Il cardinale, che ha seguito tutta la vicenda, fa arrestare i due e la principessa viene portata davanti al re: la giovane, con aria di sfida, annuncia che sposerà l'innamorato nonostante tutto. È il momento, per il principe, di dichiararsi e per la principessa di sposare l'uomo che ama.

## Produzione
Prodotto dalla Biograph Company, il film venne girato a Greenwich, nel Connecticut.

## Distribuzione
Distribuito dalla Biograph Company, il film - un cortometraggio di undici minuti - uscì nelle sale il 12 luglio 1909. Una copia del film viene conservata negli archivi della Library of Congress, da un positivo in 16 mm.
Nel 2006, la Grapevine Video distribuì in DVD i film di David W. Griffith in un cofanetto che, nel Volume 3, comprendeva anche The Cardinal's Conspiracy.

### Data di uscita
IMDb
- USA	12 luglio 1909
- USA  2006  DVD

Alias
- The Cardinal's Conspiracy  (titolo originale)
- Richelieu or the Cardinal's Conspiracy